# Thesium multiramulosum
Thesium multiramulosum är en sandelträdsväxtart som beskrevs av Pilger. Thesium multiramulosum ingår i släktet spindelörter, och familjen sandelträdsväxter. Inga underarter finns listade i Catalogue of Life.